# Shigellosi
La shighellosi, o dissenteria bacillare, è un'infezione che colpisce l'intestino tenue.

## Epidemiologia
Nei paesi meno sviluppati economicamente questa malattia si manifesta in forme molto più gravi, ogni anno sono riscontrati più di 160 milioni di casi e più di 1 milione di persone muoiono.

## Sintomatologia
Fra i sintomi e i segni clinici si presentano diarrea acquosa (il sintomo più comune), dissenteria (diarrea con presenza di muco e sangue), dolore, febbre, vomito, nausea.

## Eziologia
La causa è da collegarsi a un batterio la Shigella (di cui esistono 4 sottogruppi; Shigella dysenteriae è il sottogruppo che produce manifestazioni cliniche più cospicue).

## Diagnosi
Oltre a un'accurata anamnesi, dove si deve ricercare il soggiorno in aree endemiche, utile è l'esame microscopico (la colorazione di Wright).

## Prognosi
La malattia ha una prognosi favorevole, si risolve in pochi giorni o nelle forme più gravi entro sei settimane.

## Terapia
La terapia solitamente comporta il reintegro dei fluidi. Nei casi più gravi e persistenti si può ricorrere alla somministrazione di antibiotici, come il cloramfenicolo, cotrimossazolo e fluorochinoloni.